# Pseudobissetia ustalis
Pseudobissetia ustalis là một loài bướm đêm trong họ Crambidae.